# Militärsoziologie
Die Militärsoziologie befasst sich makrosoziologisch mit der Bedeutung von militärischen Institutionen (Armeen, Kriegs- und Luftflotten) für ganze Gesellschaften bzw. Staaten (auch von Warlords für staatsfreie Räume), mikrosoziologisch mit den Militärpersonen (Offizieren, Unteroffizieren und Mannschaften) in Frieden, Bürgerkrieg und Krieg, oft mit berufssoziologischen Fragestellungen.
Sie ist daher nicht identisch mit der Kriegssoziologie, welche unter anderem Militarismus, Bellizismus und Pazifismus von Gesellschaften, ferner die Entstehungsgründe von Kriegen, der kriegsbedingte gesamtgesellschaftliche Wandel und die gesellschaftlichen und mentalen Folgen von Kriegen untersucht; sie überschneidet sich aber in den Arbeitsgebieten oft mit ihr.

## Geschichte
Bereits soziologische Klassiker (Herbert Spencer, Ludwig Gumplowicz, Rudolf Steinmetz) befassten sich mit militärsoziologischen Fragen. Spezielle Untersuchungen wurden zunächst in den USA während des Zweiten Weltkrieges durchgeführt. Unter der Leitung des US-amerikanischen Soziologen  Samuel A. Stouffer wurden in ca. 200 Studien mehr als 550.000 US-Soldaten befragt. Nach Ende des Kriegs wurden die Ergebnisse in einer vierbändigen Publikation mit dem Titel Studies in Social Psychology in World War II veröffentlicht. Im Besonderen die ersten beiden Bände mit dem Haupttitel The American Soldier befassen sich mit militärsoziologischen Fragestellungen. Zudem erarbeitet Stouffer auf Grundlage der Daten das theoretische Konzept der relativen Deprivation, demzufolge das Individuum seinen Status durch Vergleiche mit anderen Personen bestimmt.
In Deutschland ist die Militärsoziologie an den Universitäten eine bislang selten vertretene Spezielle Soziologie, mit Ausnahme einiger Beiträge an der Universität der Bundeswehr München und der Helmut-Schmidt-Universität/Universität der Bundeswehr Hamburg und Arbeiten Rolf Zieglers an den Universitäten Wien und München. Im Auftrag des Bundesministeriums der Verteidigung führt das Potsdamer Zentrum für Militärgeschichte und Sozialwissenschaften der Bundeswehr, ehemals Sozialwissenschaftliches Institut der Bundeswehr (SOWI), streitkräftebezogene empirische Sozialforschung sowie Grundlagenforschung im Bereich Militärsoziologie durch. Auch am George C. Marshall Europäisches Zentrum für Sicherheitsstudien in Garmisch-Partenkirchen wird im Bereich der Militärsoziologie geforscht. Von 2007 bis 2016 wurde erstmals für den deutschen Sprachraum ein Masterstudiengang Military Studies am Historischen Institut der Universität Potsdam angeboten; der Nachfolgestudiengang ist seit 2016/17 War and Conflict Studies.